# Giorgio Albani
Giorgio Ugo Albani (Monza, 15 giugno 1929 – Monza, 29 luglio 2015) è stato un ciclista su strada e dirigente sportivo italiano. Professionista dal 1949 al 1959, fu campione italiano 1956 e vinse sette tappe al Giro d'Italia. Dopo il ritiro fu per sedici anni direttore sportivo della Molteni, guidando anche Eddy Merckx.

## Carriera
Tra i dilettanti fu tesserato per quasi due anni con il Pedale Monzese, vincendo diverse corse di categoria. Passato professionista nell'ottobre 1949, appena ventenne, con la Legnano, gareggiò con i "ramarri" per nove anni, fino al 1958, mettendo a referto oltre 30 successi. Vinse due edizioni del Giro dell'Appennino (1952 e 1954), il Giro del Piemonte 1952, la Coppa Bernocchi 1953, la Tre Valli Varesine 1954 e il titolo italiano 1956, assegnato con classifica a punti; fece inoltre sue sette tappe al Giro d'Italia, due nel 1952 e nel 1956, e una nel 1953, nel 1954 e nel 1955. Nella "Corsa rosa" 1952 riuscì anche ad indossare la maglia rosa per un giorno e a concludere fra i primi 10 della classifica generale (decimo). Conquistò anche numerosi circuiti e criterium anche esteri.
Fu anche due volte azzurro ai mondiali su strada, nel 1952 a Lussemburgo e nel 1956 a Copenaghen. Nel 1959, ultimo anno di carriera, gareggiò con la Molteni di Arcore.

## Dopo il ritiro
Dopo il ritiro dalle gare svolse l'attività di direttore sportivo, nel 1960 con Fiorenzo Magni alla Philco e soprattutto dal 1961 per sedici stagioni consecutive alla guida della stessa Molteni che lo aveva visto corridore nel 1959. Nelle file della squadra arcorese corse, dal 1971 al 1976, anche il "Cannibale" Eddy Merckx, vincitore di 246 corse.
Nel 2005 Albani fu insignito del Premio Vincenzo Torriani e nel 2007 dell'Appennino d'oro. È morto nel luglio 2015, ottantaseienne; riposa al Cimitero Urbano di Monza.

## Palmarès
- 1949 (Dilettanti)

Milano-Bologna
Trofeo Taschini
Trofeo Aliprandi - Coppa Simplex
Medaglia d'Oro Città di Monza
- 1950 (Legnano, due vittorie)

Coppa Agostoni
1ª tappa Giro di Sicilia (Palermo > Milazzo)
- 1951 (Legnano, una vittoria)

Milano-Modena
- 1952 (Legnano, quattro vittorie)

Giro del Piemonte
Giro dell'Appennino
1ª tappa Giro d'Italia (Milano > Bologna)
7ª tappa Giro d'Italia (Napoli > Roccaraso)
- 1953 (Legnano, quattro vittorie)

Coppa Bernocchi
Giro del Lazio
12ª tappa Giro d'Italia (Modena > Genova)
1ª tappa, 2ª semitappa Roma-Napoli-Roma (Terni > L'Aquila)
- 1954 (Legnano, quattro vittorie)

Tre Valli Varesine
Giro dell'Appennino
7ª tappa Giro d'Italia (L'Aquila > Roma)
1ª tappa, 2ª semitappa Roma-Napoli-Roma (Terni > L'Aquila)
- 1955 (Legnano, una vittoria)

13ª tappa Giro d'Italia (Scanno > Ancona)
- 1956 (Legnano, quattro vittorie)

Campionati italiani, Classifica a punti
Giro del Veneto
18ª tappa Giro d'Italia (Rapallo > Lecco)
22ª tappa Giro d'Italia (Trento > San Pellegrino Terme)
- 1957 (Legnano, una vittoria)

Giro di Campania

### Altri successi
- 1951 (Legnano)[2]

Circuito di Arona
- 1952 (Legnano)[2]

Circuito di Seregno
- 1953 (Legnano)[2]

Circuito di Lodi
Circuito di Grottarossa
- 1954 (Legnano)[2]

Circuito di Codogno
- 1955 (Legnano)[2]

Criterium di Avesnes
Circuito di Imola (con Giuseppe Minardi, Nello Fabbri e Vincenzo Zucconelli)
- 1956 (Legnano)[2]

Criterium di Basilea
Circuito di Lodi
Circuito di Ovada
Circuito di Alessandria
- 1957 (Legnano)[2]

Circuito di Vigevano
Circuito di Alessandria
- 1958 (Legnano)[2]

Circuito di Roccabianca

## Piazzamenti

### Grandi Giri
- Giro d'Italia

1950: 46º
1951: ritirato
1952: 10º
1953: 15º
1954: 12º
1955: 39º
1956: 17º
1957: 53º
1958: ritirato
1959: 46º

### Classiche monumento
- Milano-Sanremo

1950: 9º
1951: 27º
1952: 17º
1953: 48º
1955: 7º
1956: 9º
1957: 17º
1958: 5º
1959: 9º
- Parigi-Roubaix

1954: 18º
- Giro di Lombardia

1949: 6º
1950: 21º
1951: 9º
1952: 7º
1954: 6º
1955: 11º
1956: 4º
1958: 26º
1959: 12º

### Competizioni mondiali
- Campionati del mondo

Lussemburgo 1952 - In linea Professionisti: ritirato
Copenaghen 1956 - In linea Professionisti: ritirato

## Riconoscimenti
- Premio Grandi Ex dell'Associazione Nazionale Ex Corridori Ciclisti nel 2005
- Premio Vincenzo Torriani nel 2005
- Appennino d'oro nel 2007
- Giovannino d'oro nel 2013.